# Léonard Ooms
Léonard Ooms (Oostham, 14 februari 1796 – 4 september 1874) was lid van het Belgisch Nationaal Congres.
Ooms was advocaat en plaatsvervangend rechter toen hij tot lid werd verkozen van het Nationaal Congres voor het arrondissement Turnhout. Hij liet zich tijdens de debatten niet horen en werd gecatalogeerd onder de 'democratische katholieken'.
Hij stemde voor de goedkeuring van de onafhankelijkheidsverklaring en voor de eeuwigdurende uitsluiting van de Nassaus. Bij de eerste stemronden voor een koning stemde hij voor de hertog van Nemours. In de stemming voor een regent gaf hij, zoals andere Turnhoutenaars, de voorkeur aan Félix de Mérode. In juni stemde hij voor Leopold van Saksen Coburg. Daarentegen stemde hij tegen de meerderheid wat betreft de aanvaarding van het Verdrag der XVIII artikelen.
Terwijl hij in het Congres zetelde werd hij op 8 februari 1831 benoemd tot procureur des Konings bij de rechtbank van eerste aanleg in Turnhout.